# جون لويس تشايلدز
جون لويس تشايلدز هو عالم حيوانات وعالم طيور وسياسي أمريكي، ولد في 13 مايو 1856 في جاي في الولايات المتحدة، وتوفي في 6 مارس 1921 في فلورال بارك في الولايات المتحدة. نشط حزبياً في الحزب الجمهوري. وقد انتخب عضو مجلس ولاية نيويورك ‏.